# Calan
Calan (bretonisch: Kalann) ist eine französische Gemeinde mit 1.267 Einwohnern (Stand: 1. Januar 2022) im Département Morbihan in der Region Bretagne. Die Gemeinde gehört zum Arrondissement Lorient und zum Kanton Guidel.

## Geographie
Calan liegt im Binnenland im Westen des Départements Morbihan. Die Ortschaft befindet sich ungefähr 15 Kilometer nordöstlich der Stadt Lorient. Nachbargemeinden sind Plouay im Norden, Lanvaudan im Osten, Inzinzac-Lochrist im Südosten und Süden sowie Cléguer im Südwesten und Westen.

## Geschichte
Über die Frühgeschichte der Gemeinde gibt es kaum Belege. Überreste aus prähistorischer und gallo-römischer Zeit belegen eine frühe Besiedlung. Im Mittelalter war sie lange Zeit eine eigenständige Kirchgemeinde. Regiert wurde es von der Herrschaft von Pontcallec, die wiederum Untertan derer von Kemenet-Héboé waren. Vom 16. Jahrhundert bis zur Französischen Revolution war es Teil der Kirchgemeinde von Lanvaudan. Historisch gehört die Gemeinde zum Pays de Vannes (Bretonisch:Bro-Gwened). Nach der Französischen Revolution war sie Kampfgebiet zwischen Republikanischen Truppen und den Chouans. Politisch wurde Calan 1790 eine Gemeinde. Von 1793 an gehörte Calan zum Kanton Plouay und zum Distrikt Hennebont. Ab 1801 war es Teil des Arrondissements Vannes und bis 2015 eine Gemeinde im Kanton Plouay. Seit dem 22. März 2015 gehört Calan zum neu geschaffenen Kanton Guidel.

## Bevölkerungsentwicklung
Calan gehörte 1793 mit 550 Bewohnern zu den einwohnerschwächsten Gemeinden der Region. Dies blieb trotz eines leichten Anstiegs im gesamten 19. Jahrhundert so. In der Zeit zwischen 1793 und 1846 waren es stets 530 bis 570 Bewohner, in den Jahren 1851 bis 1891 bewegten sich die Bevölkerungszahlen stets in einem Bereich von 600 bis 650 Personen. Abgesehen von einzelnen Zählungen mit rund 700 Einwohnern blieb letzterer Bereich bis 1962 so. Danach folgte eine starke Abwanderungswelle bis 1975 (1962–1975: −32 %). In den Jahren seither folgte, bedingt durch die Nähe zu Lorient, ein starkes Bevölkerungswachstum (1975–2012: +158 %) und erreicht heute einen historischen Höchststand. Die Entwicklung:
| Jahr      | 1962 | 1968 | 1975 | 1982 | 1990 | 1999 | 2006 | 2012 | 2019 |
| Einwohner | 606  | 453  | 410  | 487  | 636  | 719  | 791  | 1057 | 1233 |

## Sehenswürdigkeiten
- Kirche La Trinité (11. und 12. Jahrhundert)
- Brunnen im Dorfzentrum (16. Jahrhundert)
- Kreuz aus dem 18. Jahrhundert
- Quellbrunnen, der früher als öffentlicher Waschplatz genutzt wurde
- Backofen aus dem 16. Jahrhundert auf dem Dorfplatz
- Drei Lec’h (glatte, behauene Steine) aus der Eisenzeit in Kerandiot

Quelle: